# Марія Кароліна Бурбон-Сицилійська (1856—1941)
Марія Кароліна Джузеппіна Фердинанда Бурбон-Сицилійська (італ. Maria Carolina Giuseppina Ferdinanda di Borbone-Due Sicilie), (нар. 21 лютого 1856 — пом. 7 квітня 1941) — сицилійська принцеса з династії Бурбонів, донька сицилійського принца Франческо та тосканської принцеси Марії Ізабелли, дружина польського графа Анджея Замойського.

## Біографія
Народилась 21 лютого 1856 року у Неаполі. Була четвертою дитиною та третьою донькою в родині принцеси Марії Ізабелли Тосканської та її чоловіка Франческо Бурбон-Сицилійського, який водночас був її рідним дядьком. Мала старшого брата Леопольдо та сестер Антонієтту і Терезу, яка за кілька місяців померла. Згодом у неї з'явились молодший брат Фердинандо і сестра Аннунціата.

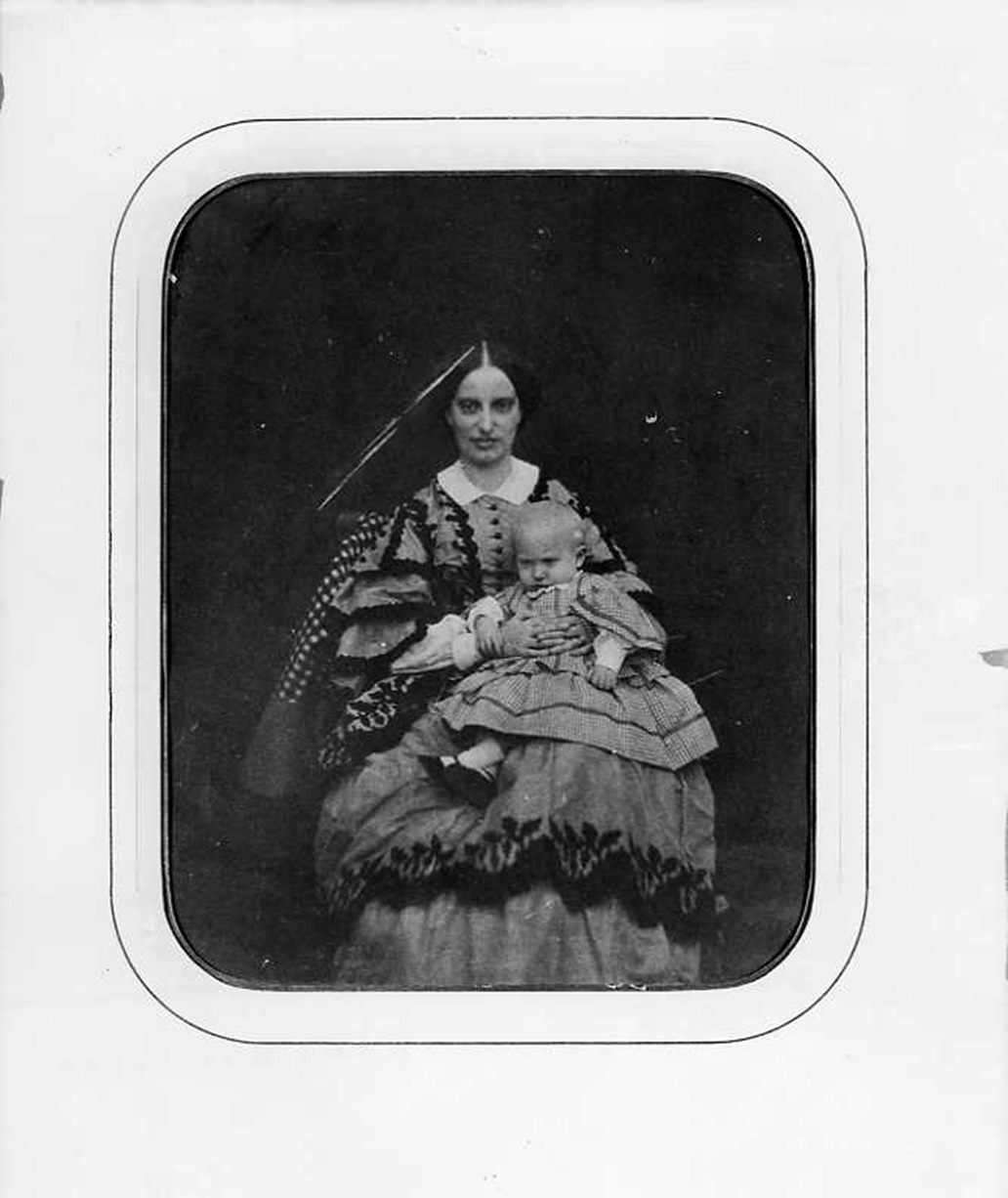
Світлина Кароліни з матір'ю

Сімейство мешкало у Неаполі. Після падіння Королівства Обох Сицилій у 1861 році певний час проживали у Римі, а після захоплення у 1870 році Папської держави — втекли до Франції.
У віці 29 років Кароліна побралася із 33-річним польським графом Анджеєм Пшемислом Замойським гербу Єліта. Весілля пройшло 19 листопада 1885 у Парижі. 18 листопада у міській ратуші зареєстрували відповідний акт цивільного стану. Вказується, що шлюб був укладений на ґрунті взаємної схильності. Святкування відвідали представники польської, французької, іспанської та італійської аристократії. Коштовні подарунки молодятам можно було побачити на квартирі нареченої.
Анджей Пшемисл полюбляв історію, генеалогію та богослов'я, знав кілька іноземних мов, колекціонував предмети мистецтва. Сімейні стосунки з родиною Бурбонів відкрили йому можливості для широких контактів з аристократичною та політичною елітою західних країн. Граф відвідував аудієнції у Папи Римського та зустрічався з представниками Ватикану, італійської та французької дипломатії.
Маючи палац Підзамче поблизу Мацейовиць і половину Маґнушева, Замойський ще до весілля придбав Любовнянський маєток, до якого, окрім замку у Старій Любовні, входили селища Подсадек і Хмельниця. Також купив курорт Вишні Ружбахи, ліси, кілька будівель, у тому числі, садибу у Мнішеку, яка використовувалась під час полювання. Загальна площа його угідь у тому регіоні становила 1739, 67 га.
 

Пара мешкала, переважно, в садибі під Любовнянським замком на прибутки від курорту. Мали необхідну кількість слуг, що забезпечувало комфорт родини. Підзамчим в цей час керував брат Анджея, Ян Флоріан.

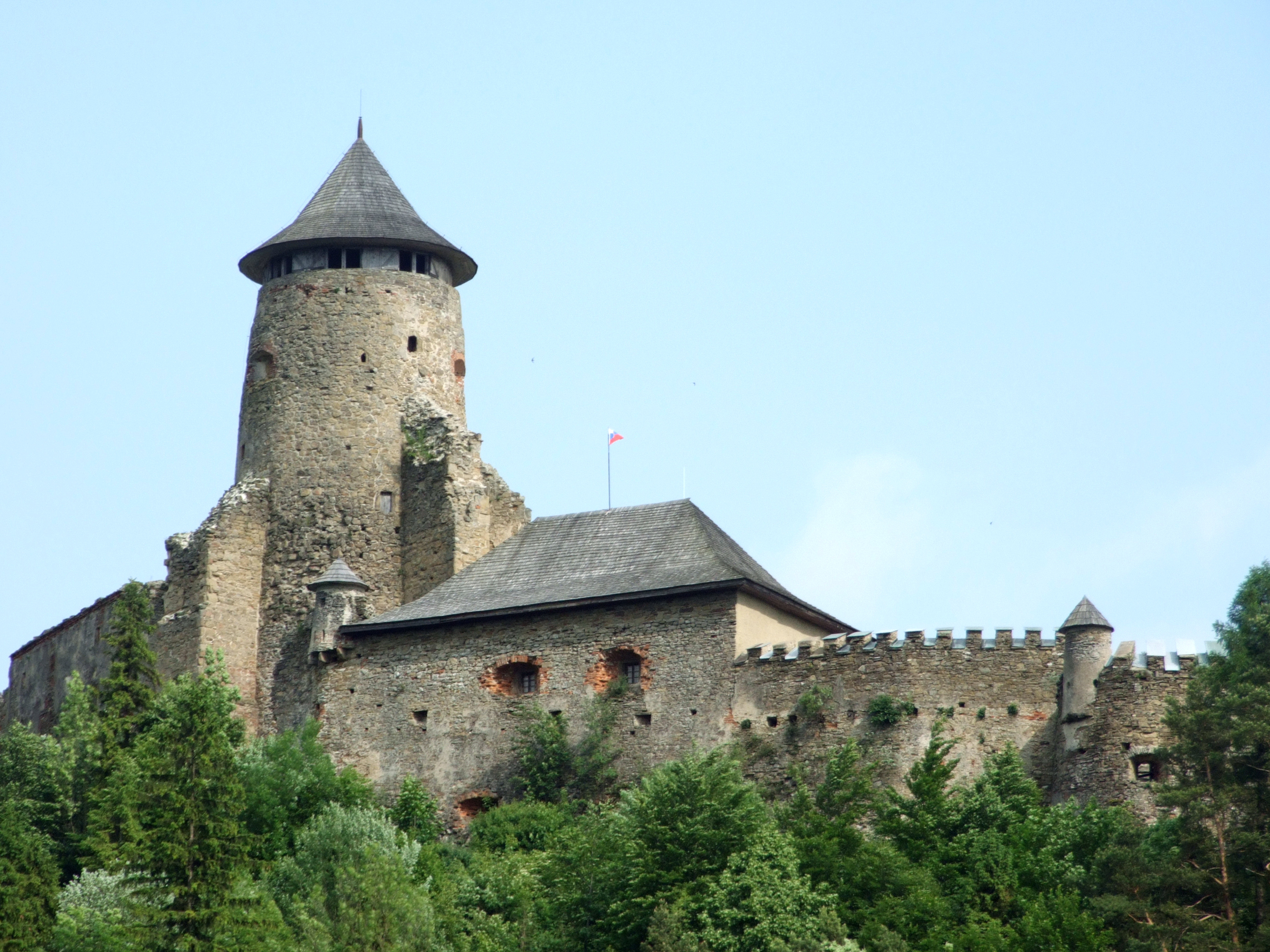
Любовнянський град, який перебував у власності Замойських

Марія Кароліна вивчила польську мову, читала польську літературу. У подружжя з'явилося семеро дітей. Граф присвятив себе управлінню своєю власністю, будівництву та розвитку курортів. Марія Кароліна у всьому допомагала чоловікові, ставши його правою рукою у справах. Також сприяла розширенню сімейної бібліотеки. Діти отримали католицьке виховання від приватних репетиторів. На честь доньок, новозбудовані вілли у Ружбахах були названі Марія, Тереза та Кароліна. Подружжя також займалося благодійною та громадською діяльністю. Підтримували зв'язки з польським і словацьким духовенством. Так, надавали представникам духовенства можливості користування своєю багатою бібліотекою, організовували літні канікули для випускників семінарії та студентів католицьких шкіл з Галичини та Королівства Польського. Поширювали релігійну літературу у селищах поблизу своїх маєтностей.

Священник Адольф Плещинський свідчив, що під час Першої Світової війни, 31 липня 1915 року, родина графа через бомбардування Підзамчого, була змушена залишити домівку. Після повернення графиня Замойська з доньками підтримували лікарню Святої Констанції у Мацейовицях.

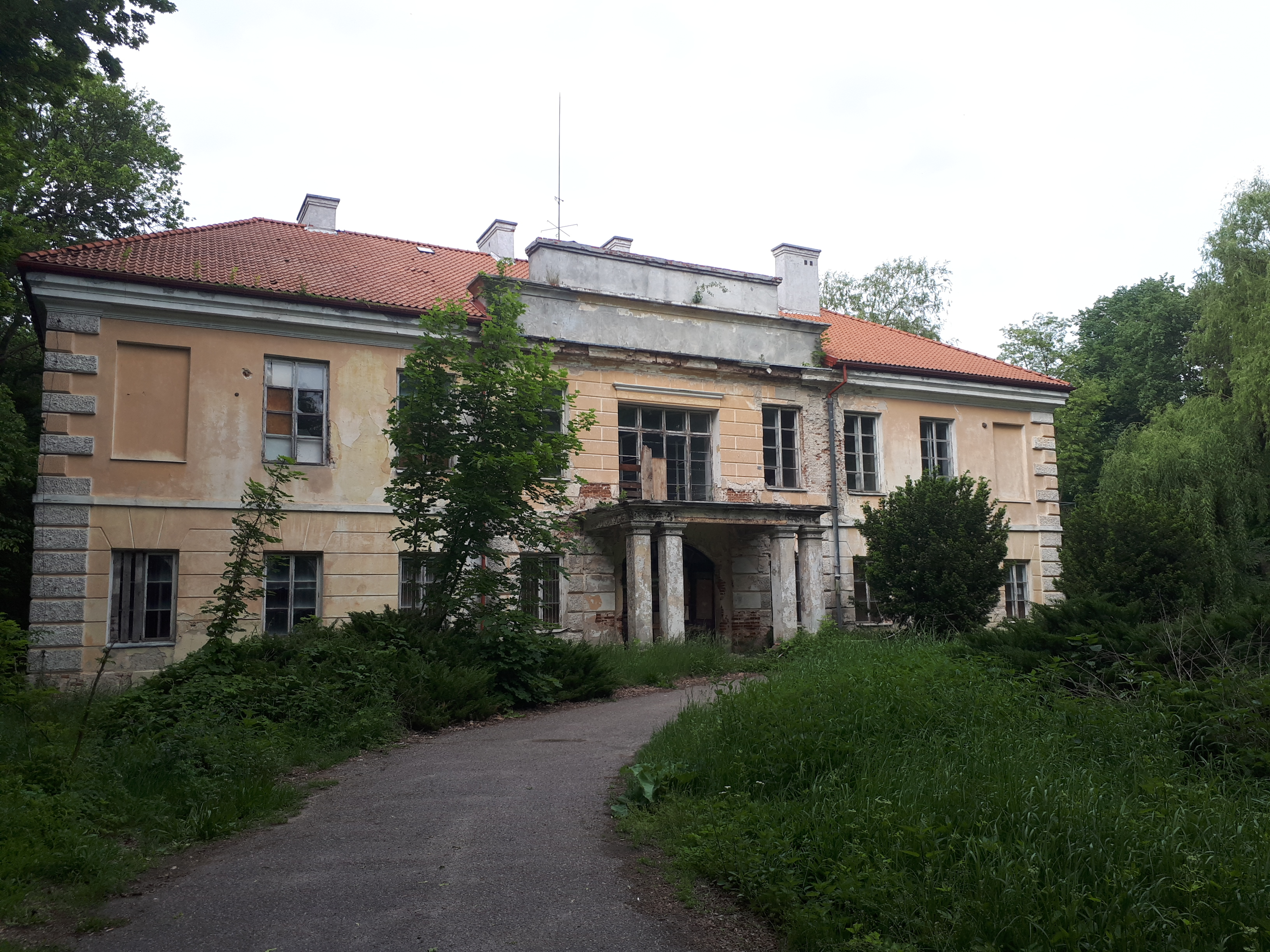
Палац Замойських у Підзамчому, світлина 2019 року

У лютому 1920 року, після створення Чехословацької Республіки та під час підготовки закону про реформу сільського господарства, Замойському довелося виїхати до словацьких маєтків. Кароліна із донькою Марією Ізабеллою приїхали до нього лише після звільнення сина Яна з армії навесні 1922 року. Згодом, у зв'язку з погіршенням здоров'я Анджея, пара повернулася до Підзамчого. Принцеса втратила чоловіка у липні 1927 року. 
Під час окупації Польщі Третім Рейхом здоров'я Марії Кароліни погіршилося, і графиня, страждаючи від діабету, переїхала до Варшави. Старший син навідував матір і підтримував матеріально. Молодший син Ян також надсилав їй фінансову допомогу на ліки, їжу та доглядальницю. Жінка підтримувала давню дружбу з черницями конгрегації Св. Єлизавети (пол. Zgromadzenie Sióstr św. Elżbiety), які дбайливо доглядали за нею під час хвороби. У березні 1940 року до неї вдалося дістатися доньці Марії Терезії, чий чоловік був захоплений НКВС і зник безвісти. У другій половині того ж року овдовіла її донька Марія Ізабелла і надалі мешкала з матір'ю.
Марія Кароліна померла у своїй квартирі в Варшаві у віці 85 років 7 квітня 1941. Ймовірно, похована разом із чоловіком у родинній гробниці в Мацейовіцях.

## Нагороди
- Орден Королеви Марії Луїзи (Іспанія) (15 березня 1929).

## Родина
Чоловік — Анджей Замойський
Діти:
- Марія Юзефа (1887—1961) — була двічі одруженою, мала чотирнадцятеро дітей від обох шлюбів;
- Франц Юзеф (1888—1948) — був одружений із графинею Софією Броел-Платер, мав п'ятеро дітей;
- Станіслав (1889—1913) — одруженим не був, дітей не мав, скоїв самогубство через нещасливе кохання;
- Марія Ізабелла (1891—1957) — дружина Стефана Бжозовського, мала єдину доньку, яка не залишила нащадків;
- Марія Тереза (1894—1953) — дружина графа Їржі Їжерського, дітей не мала;
- Марія Кароліна (1896—1968) — дружина Райнера Бурбон-Сицилійського, титулярного короля Обох Сицилій, мала сина та доньку;
- Ян Канті (1900—1961) — був одружений з принцесою Ізабелою Альфонсою Бурбон-Сицилійською, мав четверо дітей.